# Gérard Rancinan
 (novembre 2022).
Si vous disposez d'ouvrages ou d'articles de référence ou si vous connaissez des sites web de qualité traitant du thème abordé ici, merci de compléter l'article en donnant les références utiles à sa vérifiabilité et en les liant à la section « Notes et références ».
Gérard Rancinan est un artiste d'art contemporain-photographe français né à Talence en Gironde.

## Biographie
Il quitte Sygma en 1986 pour créer sa propre agence de presse, puis redevient indépendant en 1989.
Ses portraits de personnalités (Fidel Castro, Pape Jean-Paul II, François Mitterrand, Monica Bellucci, Roy Lichtenstein, Tiger Woods, Yasser Arafat, Bill Gates, etc.) et ses grandes "sagas" photographiques qui racontent les mouvements et soubresauts de nos sociétés sont régulièrement publiées en couverture dans des magazines tels que Paris Match, Life Magazine, Stern, Sunday Times Magazine, etc. Depuis 1984, Rancinan a collaboré régulièrement avec le plus important magazine de sport américain, Sports Illustrated. Il collabore sur tous ses « grands projets » (séries de photographies gigantesques) avec des écrivains, journalistes, penseurs, sociologues, anthropologues, philosophes… (Caroline Gaudriault, Virginie Luc, Paul Virilio, Francis Fukuyama)...
Lors des années 1990 son travail est propulsé dans le monde de l'art par Pierre Cornette de Saint-Cyr, qui produit l'exposition Urban Jungle à l'Espace Cardin à Paris en 2000.
L’œuvre de Gérard Rancinan est exposée dans de nombreux lieux artistiques de premier plan et musées internationaux de références : Musée d'art contemporain de Barcelone : Portrait de Nathalie. Triennale Bovisa de Milan TBVS : Trilogie du Sacré Sauvage. Palais de Tokyo : Métamorphoses. Musée de la Triennale de Milan : Trilogie des Modernes. Danubiana Meulensteen Art Museum, Bratislava-Slovaquie : Trilogie des Modernes. Shanghai Himalayas Museum  Shanghai, Chine : Trilogie des Modernes . Accademia di Belle Arti di Firenze, Florence, Italie : "Le Destin des Hommes". Biennale de Venise 2017 : Exposition "REVOLUTION" + Une performance-artistique "The Wave" qui lui vaut les recompenses des médias couvrant l'ouverture de La Biennale 2017. Musée Mohammed VI d'art moderne et contemporain : Exposition "De rage et de désir, le cœur battant des hommes"...
Ses photographies font partie des collections privées d’art contemporain les plus importantes au monde.
Lors d’une vente aux enchères de l'Étude Million à l'Hôtel Drouot en 2008, Gérard Rancinan devenait l’un des photographes d'art contemporain français les mieux cotés (journal Sud Ouest, lundi 2 juin 2008).
Avec une vente record à Londres en mai 2012 de la photographie ßatman Girls, la maison de vente aux enchères internationale Phillips De Pury confirmait la cote de Rancinan à l'étranger - Artprice.
La vente du Festin des Barbares par l'Étude Pillon à Versailles le 18 mai 2014, photographie au format de 350x235 cm - édition  1/1- fait de Rancinan le photographe français vivant le plus cher vendu aux enchères - Beaux Arts Magazine-juillet 2014
En 2014 Rancinan est classé 7eme au rang mondial des photographes "plasticiens" Artprice et en 2018, 350eme au rang mondial tous artistes confondus  Artprice
Photographe engagé, « Témoin éveillé des métamorphoses de notre Humanité », Gérard Rancinan photographie ses contemporains et décrypte les comportements et mouvements de nos sociétés.
Les œuvres de Gérard Rancinan sont aujourd'hui étudiées dans certains établissements scolaires, dans le cadre de l'épreuve d'Histoire des arts du Diplôme national du brevet (DNB).
7 janvier 2013 - le Ministre Français des Affaires étrangères Laurent Fabius a invité Gerard Rancinan à exposer dans un des salons du Quai d'Orsay la photographie "Batman Family Boys"  300 x180 cm, pour promouvoir le travail des artistes contemporains français à l'étranger.
Rancinan a été un des deux artistes français sélectionnés pour représenter la France pour le cinquantième anniversaire de la reconnaissance de la Chine par la France : il expose la totalité de sa "Trilogie des Modernes" au Musée d'art contemporain Himalayas de Shanghai de novembre à décembre 2014 (deuxième artiste invité : Yan Pei Ming à Pékin).

## Prix et récompenses
- En tant que photo-reporter, Gérard Rancinan est six fois lauréat, dont quatre fois à la première place, du  World Press Photo, en 1983, 1986 et 1988 (2 fois)[2].
- Pictures of the Year International en 2004[3] décerné par The Missouri School of Journalism - USA
- Il a été nommé Chevalier des Arts et des Lettres en 2006 par le ministre français de la Culture Renaud Donnedieu de Vabres, puis Officier des Arts et des Lettres par la ministre de la Culture Aurélie Filippetti en janvier 2013[4].
- Il a été nommé Commandeur des Arts et des Lettres en novembre 2022 par la ministre français de la Culture Rima Abdul Malak
 Ministère de la Culture[5]
- Grand Prix Hommage Planete Albert Kahn en décembre 2022[6] Prix pour l'ensemble de sa carrière décerné par Association Planéte Albert Kahn Paris France

## Expositions artistique
- Novembre-décembre 2009 : Métamorphose, Musée d'art contemporain - Palais de Tokyo - Paris[7]
- Octobre-novembre 2011 : Hypotheses, Chapelle Saint-Sauveur - Issy-les-Moulineaux - France[8]
- Novembre-décembre 2011 : ''Rancinan in Hong Kong'', Hong Kong[9]
- Avril-mai 2012 : Trilogie des Modernes, Musée de la Triennale de Milan - Italie[10]
- Mai-juin 2012 : Wonderful World, The Futur Tense  - currator Ed Barttlet - Londres - Royaume-Uni[11]
- Septembre 2013 : "Printemps de Septembre" Les Abattoirs, Musée d'art contemporain de Toulouse [12]
- Mai - septembre 2013 : Trilogie des Modernes + Chaos, Danubiana Meulensteen Art Museum - Bratislava - Slovaquie[13]
- Juin - Septembre 2014 : " Festin de l'Art " - "The Big Supper" - Expo collective - Collection Pinault - Dinard - France- curateur Jean-Jacques Aillagon[14]
- Septembre - Octobre 2014 : "Speed of Angels" - Palazzo Sums - Via G.B. Belluzzi 1 - République de Saint-Marin[15]
- Septembre - Novembre 2014 : "Trilogie des Modernes" - Himalayas contemporary Art Museum - Shanghai - Chine[16]
- Septembre - Octobre 2014 : " A Small Man in a Big World" - Sinan Mansions - Art Center - Galerie Pierre Dumonteil Shanghai - Chine[17]
- Septembre  - Décembre 2014 : " Rancinan China 1983- Out of Blocks" - Galerie Beaugeste - Shanghaï - Chine[17]
- Avril-Juin 2015 : " Another Day on Earth" - Musée océanographique de Monaco - Série Océan et Horizon - Principauté de Monaco[18]
- Juin 2015 : "Le Destin des Hommes" -Exposition/happening - Couvent des Cordeliers - Paris - France[19]
- Septembre 2015 - Janvier 2016 - Palais des Beaux-Arts de Lille - France- Exposition "Joie de Vivre" - Picasso, Carpeaux, Monet, Baselitz, Avedon, Mapplethorpe, Rancinan, Murakami[20]...
- Mars 2016 - Accademia di belle Arti et Accademia delle Arti del Disegno - Florence - Italie - Exposition "Le Destin des Hommes" - en Collaboration avec Caroline Gaudriault, écrivaine[21].
- Avril-juin 2016 - Fondation Montresso - Marrakech - Maroc - Exposition "Rancinan in Morocco" - Exposition Inaugurale du Musée de la Fondation Montresso[22].
- Octobre-Decembre 2016 - Base sous-marine de Bordeaux - "La probabilité du miracle". Avec Caroline Gaudriault - co-auteur de l'exposition - Bordeaux - France[23]
- Avril-Mai 2017 - Collégiale Saint-André de Chartres - "Le Destin des Hommes". Avec Caroline Gaudriault - co-auteur de l'exposition - France[24]
- Mai-Octobre 2017 - Biennale de Venise 2017 - exposition "REVOLUTION" + Performance artistique "The wave of the Raft of Illusions" Campo Sant Angelo Venise - Italie[25]
- Septembre - Octobre 2019 - Exposition "DEMOCRATIA" avec l'auteure Caroline Gaudriault au Danubiana Meulensten Art Museum - Bratislava - Slovaquie[26]
- Novembre 2021- Mars 2021 - Exposition "De rage et de désir, le cœur battant des hommes" avec Caroline Gaudriault. Musée Mohammed VI d'art moderne et contemporain Rabat - Maroc[27]
- Janvier 2022 - Mai 2022 - Exposition "Voyage en Démocratie" avec Caroline Gaudriault. Villa Tamaris Centre d'Art - La Seyne sur Mer - France[28]
- Avril 2022 - Juillet 2022 - Exposition "Le destin des Hommes" avec Caroline Gaudriault. Prieuré de Vivoin Centre d'art  - Vivoin- France[29]
- Octobre 2022 - Janvier 2023 - Exposition "L'Absolu" avec Caroline Gaudriault. Fondation Le Corbusier  - Paris- France[30]

## Films
- Fiction/Court métrage

"Sauvons l'amour", avec Gabrielle Lazur, Fred Carol, François Siener, musique originale de Charlélie Couture, 1986 (11 min 40 s, 35 mm)
- Documentaire

"Héritage Voyage" au Pays de l'Homme, TF1, 52 min, 1995
- Documentaire

"Trilogie des Modernes -Behind The Scenes" documentaire, making of, sur le travail de Gérard Rancinan et Caroline Gaudriault, 52 min, réalisateur Vincent Tavernier avec les commentaires de Paul Ardenne, historien de l'art. Version française et anglaise - Décembre 2012
- ART-MOVIE - (art-vidéo)

" The Scarcity of Miracle"  de Gérard Rancinan & Caroline Gaudriault (Textes) -  2015  -Triptyque cinématographique - 45 min sous forme d'installation muséale - Musique originale et improvisée par Pierre de Bethmann (piano) et Franck Agulhon (Batterie) - Chanson originale de Diego Buongiorno interprétée par Dorian Wood - Projeté en Première à la Paramount Drive in Theater de Los Angeles - Janvier 2016
"Les Immortels"  de Gérard Rancinan & Caroline Gaudriault (Dialogues) -  2019  - Plan-séquence de 33 min - 3e partie d'un triptyque cinématographique présenté en avant-première à L'institut culturel Bernard Magrez de Bordeaux à l'occasion de l'exposition "FESTINS". Mars - juin 2019
"Des Vivants et des Morts"  un film de Rancinan sur Rancinan - Présenté au festival des Nuits photographiques de Pierrevert 8 mn, Juillet 2018
"The Trip"  Court métrage - Art Vidéo - de 8 min 16 s - Production Maison DB - The French Luxury Beer - Exposé novembre 2021 / mars 2022 sur 20 écrans Musée Mohammed VI d'art moderne et contemporain

## Livres
- Rois Sans Royaume, Éditions Nathan Image, 1990
- Urban Jungle, Éditions de La Martinière, 1999
- Rancinan Exploit, Édition Federico Motta, Milan, 2004
- La Trilogie du sacré sauvage, Édition Federico Motta, Milan, 2005
- The Photographer, avec l'écrivain Caroline Gaudriault, Édition Abrams, New York, 2008
- Le Photographe, avec l'écrivain Caroline Gaudriault, Éditions de La Martinière, 2008
- Métamorphoses, conversations & natures mortes, avec Caroline Gaudriault,  Biro & Cohen éditeurs, 2009
- Hypothèses, Éditions Paradoxe, 2011 (en collaboration avec l'écrivain Caroline Gaudriault)
- "Wonderful World", Éditions Paradoxe, 2012 (en collaboration avec l'écrivain Caroline Gaudriault)
- "A Small Man in a Big World", Editions Paradoxe, 2014 - avec l'écrivain Caroline Gaudriault et Francis Fukuyama
- "L'Absolu et 45 Variations de pièces de fer", Livre-Catalogue collector tirées à 200 exemplaires - Editions Galerie Berthéas, 2022 - avec l'écrivain Caroline Gaudriault